# Karkanji
Le Karkanji ou Karkadai est une boisson fait à base d'hibiscus qui est à la fois épicée et acidulée. C'est une boisson originaire du Tchad.

## Consommation
Elle se consomme également comme une tisane. Car, selon les dires de certains, il peut soulager voire guérir les rhumes et les symptômes grippaux. Le Karkadai est une boisson gouleyante fait à base de plantes cultivées entièrement dans le pays. Le Tchad étant situé dans une zone fortement chaude, le karkadai apparaît comme le moyen low-cost d'étancher sa soif sans se ruiner. La majorité des petits commerces du pays ont cette boisson comme produit de base et c'est pour cela qu'on en retrouve partout notamment à côté des écoles ou universités, des bureaux d'affaires. Il est fortement prisé lors  ou des événements sportifs et festifs,.

## Préparation
Pour préparer le Karkanji, il faut :
- des fleurs d'hibiscus sèches (la quantité dépend du nombre de personnes qui vont la boire)

- Environ 200g de sucre

- du gingembre frais finement tranchée (environ 50g)

- 1 bâton de cannelle

- une dizaine de clous de girofle entiers

Cuisson :
- Mettre dans une casserole assez grande l'hibiscus, le gingembre, la cannelle et les clous de girofle puis y ajouter de l'eau.
- Faire bouillir le mélange à grand feu pendant environ une quinzaine de minutes et baisser le feu pour laisser mijoter à feu doux pendant 10 minutes.
- Ensuite, on ajoute le sucre et on le laisser se dissoudre totalement puis laisser mijoter à couvert pendant 5 minutes.
- Après cela, on retire la casserole du feu et on le pose au sol pour le laisser se refroidir totalement.
- Enfin, avant de le boire, il faut le filtrer puis le réfrigérer et le servir avec des glaçons[4],[5],[6].